# Sarah Stevenson
Sarah Stevenson (Doncaster, 1983. március 30. –) brit taekwondo versenyző. Angliában Doncaster mellett Bentleyben lakik.
Stevenson első olimpiáján 2000-ben a negyedik helyen végzett. A következő olimpiai szereplésén 2008-ban Pekingben egy bírói tévedés miatt meg kellett fordítani az utolsó mérkőzésének a végeredményét, így ezen az olimpián bronzérmet szerzett. Ez volt ebben a sportágan az első brit olimpiai érem. Az olimpiai selejtezőn eltört keze ellenére is ezüstérmes lett.

## Fiatalkora
A Doncaster északi részén, Scawthorpe-ban található Don Valley Középiskolában tanult.

## Karrierje
Stevenson karrierje elején 1998-ban junior, majd ezt követően 2001-ben felnőttek világbajnokságát nyerte meg. Kicsivel maradt e arról, hogy 2000-ben olimpiai érmet nyerjen. A bronzmérkőzésért vívott csatában a 67 kg-osok között szoros versenyben veszített. A nehezebb súlycsoportban, a +67 kilogrammosok között 2004-ben nem jutott túl a selejtezőkön. Versenyeire a manchesteri Sportcityben készül fel, s a doncasteri Allstars Taekwondo Academy tagja.

### 2008. évi olimpia
A bírák elkövettek egy olyan hibát, melynek következtében Stevenson a pekingi olimpián majdnem a negyeddöntőben esett ki. Ezt a mérkőzését a kínai Chen Zhonggal, az aranyérem egyik esélyesével játszotta. A mérkőzés utolsó körében nem adott meg két pontot, a fejre mért ütésért, amivel a mérkőzés vége előtt 10 másodperccel egy ponttal vezetett volna. A mérkőzést követően  a briot csapat hivatalos képviselői azonnal kérvényt nyújtottak be, s a videófelvételek megtekintése után a bíró módosította az eredményt, s így Stevenson jutott az elődöntőbe. Itt a mexikói Maria del Rosario Espinoza volt az ellenfele, azonban őt már az igen vcsekély felkészülési idő miatt már nem tudta legyőzni. Ezt a mérkőzést 4-1 arányban elvesztette, A mérkőzés alatt kifordult a bokája. A következő összecsapáson már a bronzéremért küzdött, ahol az egyiptomi Noha Abd Rabót győzte le, s így megszerezte az első brit olimpiai bronzérémét taekwondóban.
A negyeddöntő eredményének megváltoztatásakor a verseny igazgatója a következőket mondta:

"A verseny felügyelőtanácsa alaposan megvizsgálta az ügyet, elemezte azokat a videófelvételeket, melyek minden játékvezetőnem rendelkezésére álltak. A Taekwondo Világszervezet versenyszabályzatának hivatkozott 64. § (2) bekezdése értelmében ezt az eredményt meg kell változtatnunk, s ennek eredményeképpen a brit versenyzőt kell győztesnek kihirdetnünk. Nagyon sajnáljuk Kína szurkolóit, de az igazság a legfontosabb. Köszönjük megértésüket.

### Karrierjének főbb eredményei
- 2008. évi nyári olimpiai játékok: Bronzérem
- 2006. évi nemzetközösségi taekwondo bajnokság: Aranyérem [2]
- 2005. évi taekwondo világbajnokság: Ezüstérem
- 2005. évi Európa-bajnokság: Aranyérem
- 2004. évi Európa-bajnokság: Aranyérem
- 2004. évi nyári olimpiai játékok: 15.
- 2001. évi taekwondo világbajnokság: Aranyérem
- 2000. évi nyári olimpiai játékok: 4.
- 1999. évi Európa-bajnokság: Aranyérem